# Safura Alizadeh

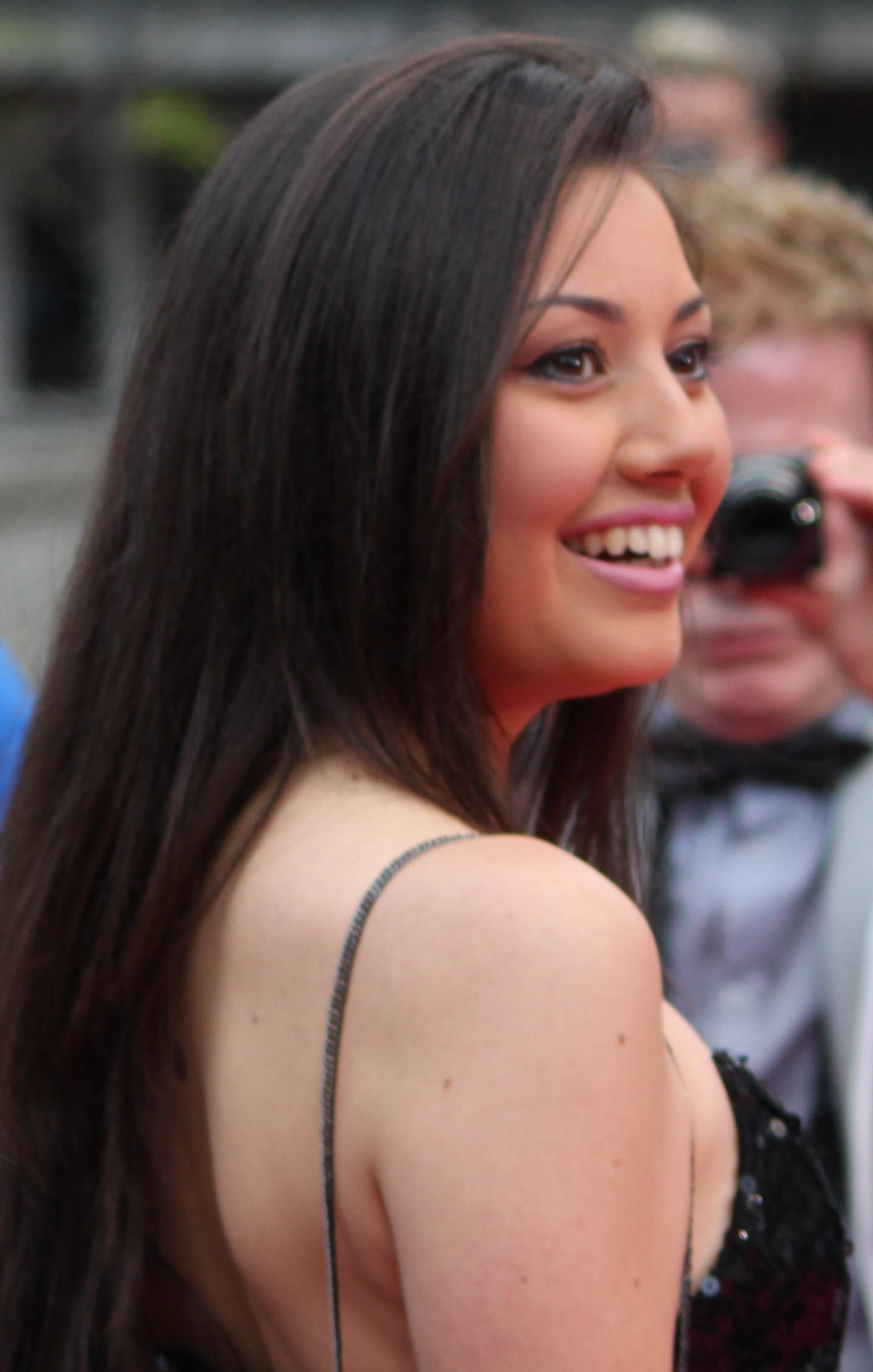
Səfurə Əlizadə

Safura Alizadeh (născută la 20 septembrie 1992) este o cântăreață și saxofonistă din Azerbaidjan. A fost născută la Baku. Și-a făcut prima apariție pe scenă la vârsta de șase ani. Ea și-a reprezentat statul la Concursul Muzical Eurovision 2010 cu melodia „Drip Drop”.
1. ↑  Safura, Discogs, accesat în 9 octombrie 2017